# Crkva sv. Marije Snježne (Dubovec)
Crkva sv. Marije Snježne  je rimokatolička crkva u mjestu Dubovec općini Gornja Stubica, zaštićeno kulturno dobro.

## Opis dobra
Crkva Svete Marije Snježne smještena na brežuljku iznad sela Dubovec, prvi put se spominje 1669. godine, i to kao zidana, sagrađena na mjestu starije, drvene kapele. U potresu 1880. g. prilično je stradala te je slijedila obnova, a unatoč radikalnim promjenama koje je doživjela u 20. st., kapela je uglavnom sačuvala volumen 17. stoljeća. Tlocrtno-prostorna organizacija sastoji se od pročelnog zvonika te pravokutnog broda zaključenog trostranom apsidom. Južno od svetišta je sakristija. Vanjštinom dominira vertikala zvonika pokrivenog piramidalnom limenom kapom, a pročelja su obrađena plošno i bez arhitektonske dekoracije.

## Zaštita
Pod oznakom Z-3515 zavedena je kao nepokretno kulturno dobro - pojedinačno, pravnog statusa zaštićena kulturnog dobra, klasificirano kao "sakralna graditeljska baština".